# 全米女子プロ野球リーグ
全米女子プロ野球リーグ（英: All-American Girls Professional Baseball League, AAGPBL）は、1943年から1954年までアメリカ合衆国で12年間運営されていた、女子選手によるプロ野球リーグ。

## リーグの歴史

### 1943-1944年
創設者は、チューインガムの製造メーカーウィリアム・リグレー・ジュニア・カンパニーの役員をしていたシカゴのフィリップ・K・リグレーで、彼は父ウィリアム・リグレーの死後、シカゴ・カブスのオーナー職も受け継いでいた人物である。当時は第二次世界大戦下で多くの著名なメジャーリーガーが兵役についており、選手不足のためマイナーリーグのいくつかは破綻に追い込まれていた。リーグの創設は野球への関心が薄れないようにするためのリグレーの発案でもあった。
1943年春にリーグの評議会が設立され、試合のルールなどが決定された。リーグ組織自体は非営利団体とされ、評議会は創設者のリグレーの他に、カブスのゼネラルマネージャー補佐だったケン・セルス（Ken Sells）、当時のブルックリン・ドジャースの代表であったブランチ・リッキー、カブスの弁護士だったポール・V・ハーパー（Paul V. Harper）らで構成された。リーグの理事はケン・セルスがつとめた。
その後当時のソフトボール選手を中心にスカウトが全米で行われた後、同年5月、リグレーフィールドに候補者280名を集めた入団試験が行われ、選出された60名の選手が15人ずつ4チームに割り当てられた。初年度は前後期制のペナントレースが行われ、1球団あたり計108試合を行って、リーグ全体で176,612人の観客を動員した。翌1944年には2チームを加えて6チームに拡張されたが、チーム間の人気や観客動員等に差が生じたことなどから運営がうまくいかず、資金に行き詰ったリグレーはリグレー社の広告代理業者だったアーサー・マイヤーホフに経営を譲渡する。

### 1945-1948年
リグレーから経営を譲渡されたマイヤーホフは管理会社を設立して、リーグの運営にあたった。理事長には後にアメリカ野球殿堂入りする名選手であったマックス・キャリーが就任し、キャリーは1949年までリーグの理事長職にあった。この年は第二次大戦が佳境を迎えていたこともあり、チームは軍のキャンプなどを廻るエキシビションゲームを行ったり、負傷した兵士を見舞うなど軍をサポートする活動を行っていた。2球団の本拠地を移したことなどもあり、この年リーグは45万人を動員した。
戦争終結後、各チームの下に14歳以上のメンバーによるジュニアリーグが組織され、シカゴには4チームからなるマイナー組織が作られるなど、リーグは拡充した。チームの春季トレーニングの場所はアメリカ国内にとどまらず、ハバナやキューバまで遠征することもあった。リーグは1946年に8チーム、1948年シーズンは2地区制の10チームと拡張を続け、1948年の入場者数は91万人とピークに達した。

### 1949年以降
リーグは1949年に8球団に縮小、兵役についたメジャーリーガー達の復帰が一段落し、観客数は減少し始めていた。より野球に近いルールに徐々に変更してきた（後述）ことなどからソフトボールの選手の参入が難しくなり、選手不足などの問題が生じるようになっていた。1949年を最後にマックス・キャリーが理事を退任すると、マイヤーホフの管理会社は1950年オフに球団オーナー達によって買収され、1951年以降のリーグ運営は個々の球団による独立採算制をとった。しかしそのことが逆にリーグの求心力を失う結果になり、個々の球団オーナーらが入れ替わりでリーグ理事をつとめるなど運営が不安定になる。1952年、1953年とチームが脱退しはじめ、リーグ運営は1954年のシーズンが最後となった。

## ルールの変遷
1943年設立当初に上記評議会が制定したルールは、野球よりもソフトボールの規格に近いものであったが、ボールの大きさや塁間・投手本塁間の距離などが少しずつ見直され、徐々に野球のフィールドに近い規格で試合が行われるようになった。
年度毎のボールサイズ、投法、塁間・投手本塁間距離の規格の変遷
| 年度   | ボールサイズ | 塁間の距離 | 投手－本塁間 | 投法                          |
| ------ | ------------ | ---------- | ------------ | ----------------------------- |
| 1943年 | 12インチ     | 65フィート | 40フィート   | 下手投げのみ                  |
| 1944年 | 11.5インチ   | 68フィート | 40フィート   | 〃                            |
| 1945年 | 11.5インチ   | 68フィート | 42フィート   | 〃                            |
| 1946年 | 11インチ     | 72フィート | 43フィート   | 下手投げ 横手投げ（制限あり） |
| 1947年 | 11インチ     | 72フィート | 43フィート   | 横手投げ                      |
| 1948年 | 10 3/8インチ | 72フィート | 50フィート   | 上手投げ                      |
| 1949年 | 10インチ     | 72フィート | 55フィート   | 〃                            |
| 1950年 | 10インチ     | 72フィート | 55フィート   | 〃                            |
| 1951年 | 10インチ     | 72フィート | 55フィート   | 〃                            |
| 1952年 | 10インチ     | 72フィート | 55フィート   | 〃                            |
| 1953年 | 10インチ     | 75フィート | 56フィート   | 〃                            |
| 1954年 | 9インチ      | 85フィート | 60フィート   | 〃                            |

## 行動規範
創設者のリグレーは、リーグが付加価値を持つためには、プレーをする選手達の「女性らしさ」が重要だと考えていた。そのため創設時のスプリング・トレーニングの際、リグレーはヘレナ・ルビンスタインのビューティーサロンと契約し、選手達に練習後のチャームスクールへの出席を求めた。チャームスクールは1944年までで廃止されたが、選手達には、ほかにも下記のような衛生面や服装などに細かい規定が設けられていた。規定を破ったものには罰金が課せられ、3度規定を違反すると出場停止となった。
- 人前での着替えはしないこと
- 長髪が望ましく、口紅を欠かさないこと
- 公共の場所での飲酒・喫煙をしないこと
- わいせつな会話は慎むこと
- 試合中は装飾品をつけないこと
- 外出の際は所在と連絡先を残すこと
- 食事の場所、住居などについては、全てマネージャーの許可を得ること
- 選手証明書を常時携帯すること。証明書は譲渡してはいけない
- ユニフォームのスカートの長さは膝上6インチより長くすること（＝膝上5インチを超えてはならない）
- シーズン中は、異なるチームのメンバーとの接触をしないこと

## 加盟チーム
| チーム名                                                | 参加年      | チームの変遷等                                                 |
| ------------------------------------------------------- | ----------- | -------------------------------------------------------------- |
| ケノーシャ・コメッツ（Kenosha Comets）                  | 1943-1951年 |                                                                |
| ラシーン・ベルズ（Racine Belles）                       | 1943-1953年 | 1951,1952年はバトルクリーク・ベルズ 1953年はマスケゴン・ベルズ |
| ロックフォード・ピーチズ（Rockford Peaches）            | 1943-1954年 |                                                                |
| サウスベンド・ブルーソックス（South Bend Blue Sox）     | 1943-1954年 |                                                                |
| グランドラピッズ・チックス（Grand Rapids Chicks）       | 1944-1954年 | 1944年はミルウォーキー・チックス（Milwaukee Chicks）           |
| フォートウェイン・デイジーズ（Fort Wayne Daisies）      | 1944-1954年 | 1944年はミネアポリス・ミルレッツ（Minneapolis Millerettes）    |
| マスケゴン・ラッシーズ（Muskegon Lassies）              | 1946-1954年 | 1950-1954年はカラマズー・ラッシーズ                            |
| ピオリア・レッドウィングス（Peoria Redwings）           | 1946-1951年 |                                                                |
| シカゴ・コリーンズ（Chicago Colleens）                  | 1948年      |                                                                |
| スプリングフィールド・セイリーズ（Springfield Sallies） | 1948年      |                                                                |

## 諸記録

### 優勝チーム
- 1943年：ラシーン・ベルズ
- 1944年：ミルウォーキー・チックス
- 1945年：ロックフォード・ピーチズ
- 1946年：ラシーン・ベルズ
- 1947年：グランドラピッズ・チックス
- 1948年：ロックフォード・ピーチズ
- 1949年：ロックフォード・ピーチズ
- 1950年：ロックフォード・ピーチズ
- 1951年：サウスベンド・ブルーソックス
- 1952年：サウスベンド・ブルーソックス
- 1953年：グランドラピッズ・チックス
- 1954年：カラマズー・ラッシーズ

## リーグ解散後
1992年に映画「プリティ・リーグ」（原題：A League of Their Own）が公開され、その活動が広く知られることとなった。またこのリーグに参加していたカナダ出身の選手達は、1998年にカナダ野球殿堂から殿堂入りの表彰を受けている。選手協会は2020年現在も活動を行っており、選手OG達による親睦活動が続けられている。